# Мыльнянка лекарственная

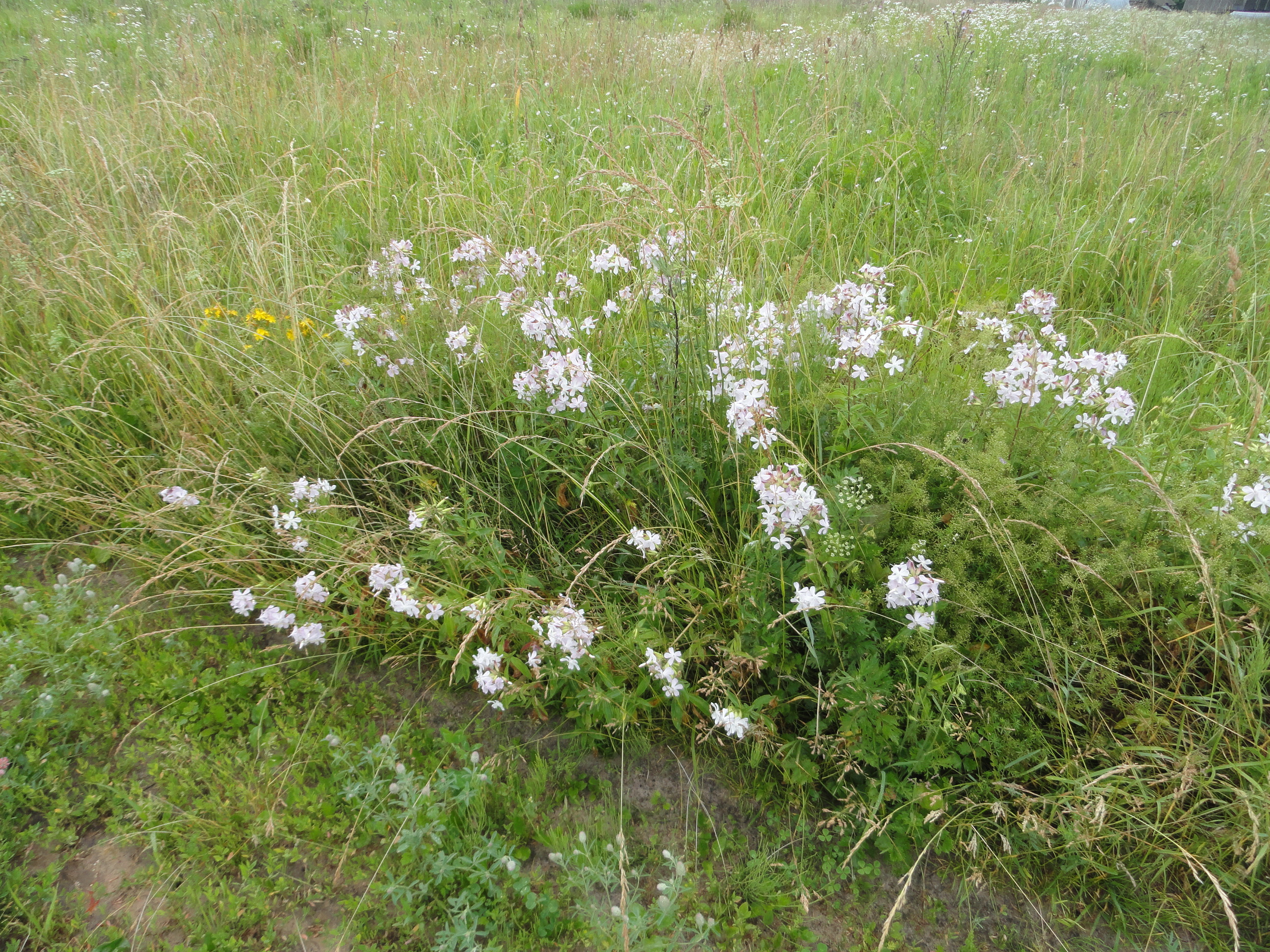
Заросли мыльнянки на лугу

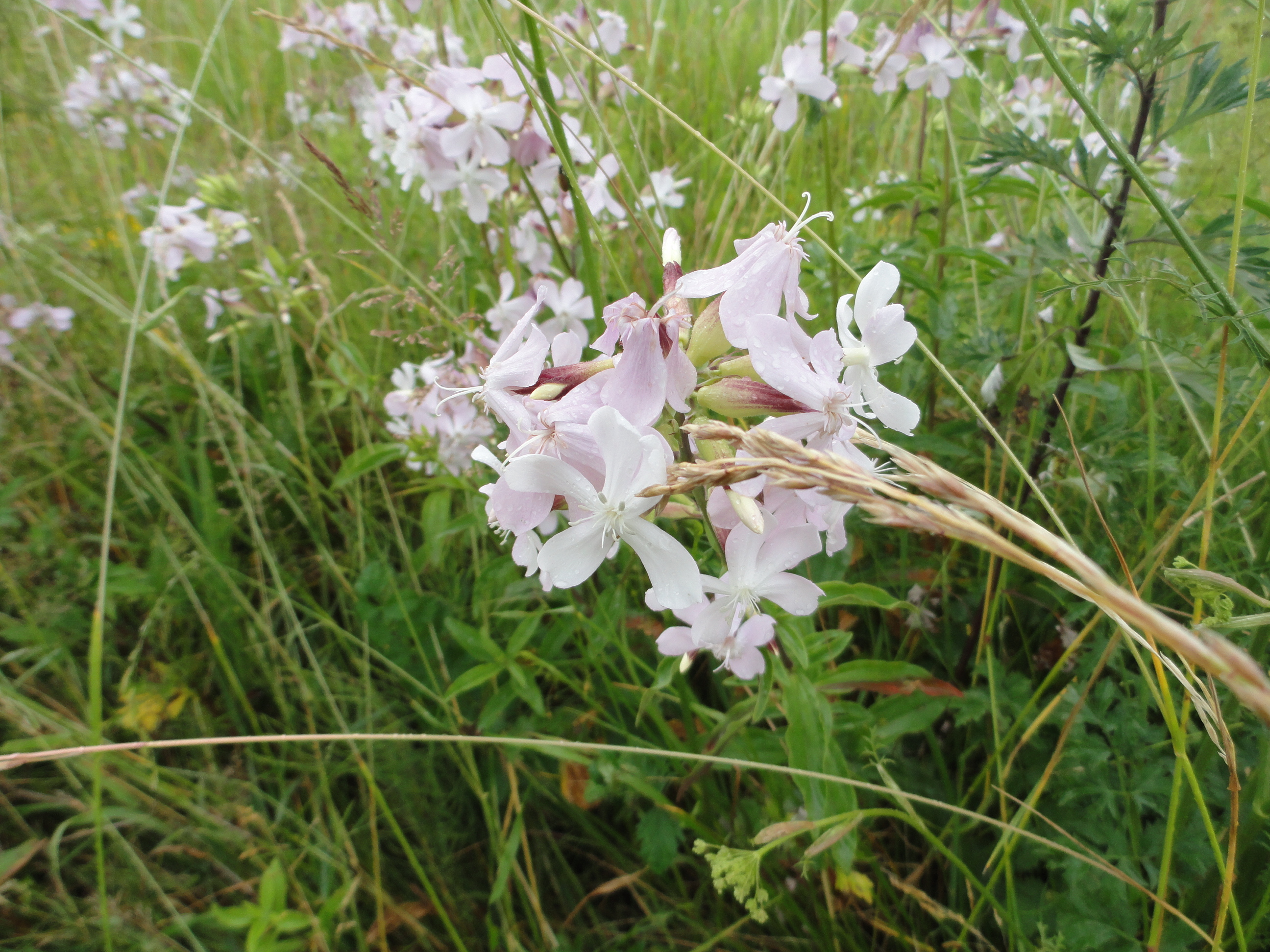
Мыльнянка, соцветия

Мыльня́нка лека́рственная (лат. Saponária officinális, от лат. sapo — мыло, что указывает на свойство отвара растения пениться) — травянистое растение, типовой вид рода Мыльнянка семейства Гвоздичные.

## Ботаническое описание

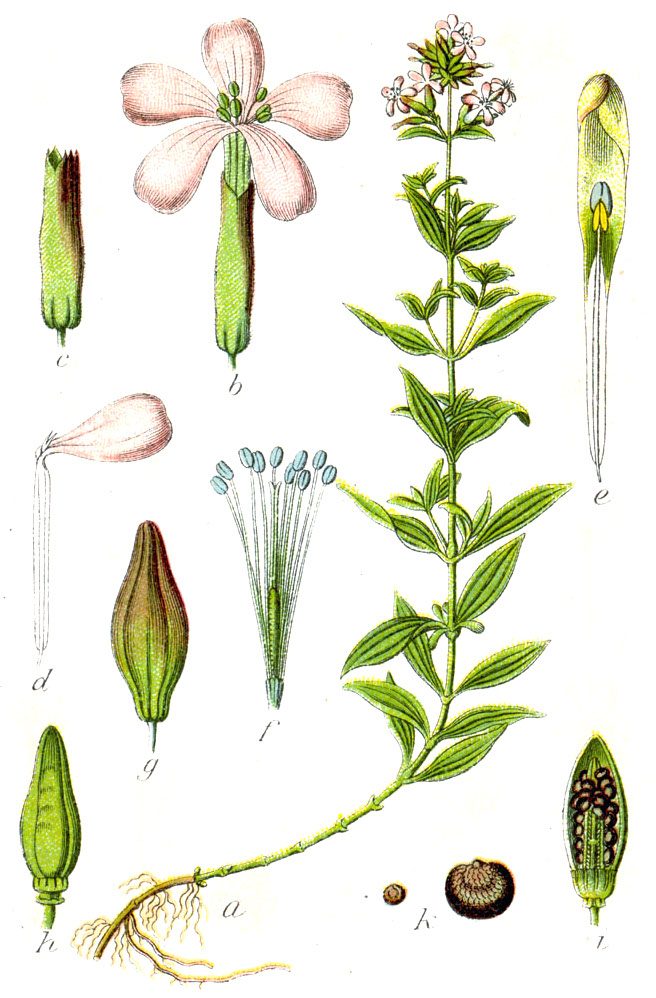

Многолетник высотой 30—100 см, с сильно разветвлённым красновато-бурым горизонтальным корневищем. Стебли многочисленные, прямостоячие, узловатые, голые или шероховатые с короткими волосками.
Листья супротивные, продолговатые или овальные, заострённые, длиной 5—12 см и шириной 1—4 см, с тремя продольными жилками, голые, верхние — сидячие, нижние — с короткими черешками.
Цветки до 5 см в диаметре, душистые, собраны в многоцветковое щитковидно-метельчатое соцветие. Цветоножки укороченные, прицветники линейно-ланцетовидные. Чашечка — трубчато-цилиндрическая, пятизубчатая, длиной 15—18 мм и шириной 4—5 мм. Венчик раздельнолепестный из пяти лепестков, в полтора раза длиннее чашечки. Лепестки белые, реже бело-розовые, отгиб лепестков продолготовато-обратнояйцевидный с длинными ноготками, часто наверху выемчатый. При основании лепестки с двумя небольшими придатками. Тычинок десять, пестик с двумя нитевидными столбиками и верхней завязью. Цветёт с июня по сентябрь.
Формула цветка: {\displaystyle \ast K_{(5)}\;C_{5}\;A_{(5+5)}\;G_{({\underline {2}})}}

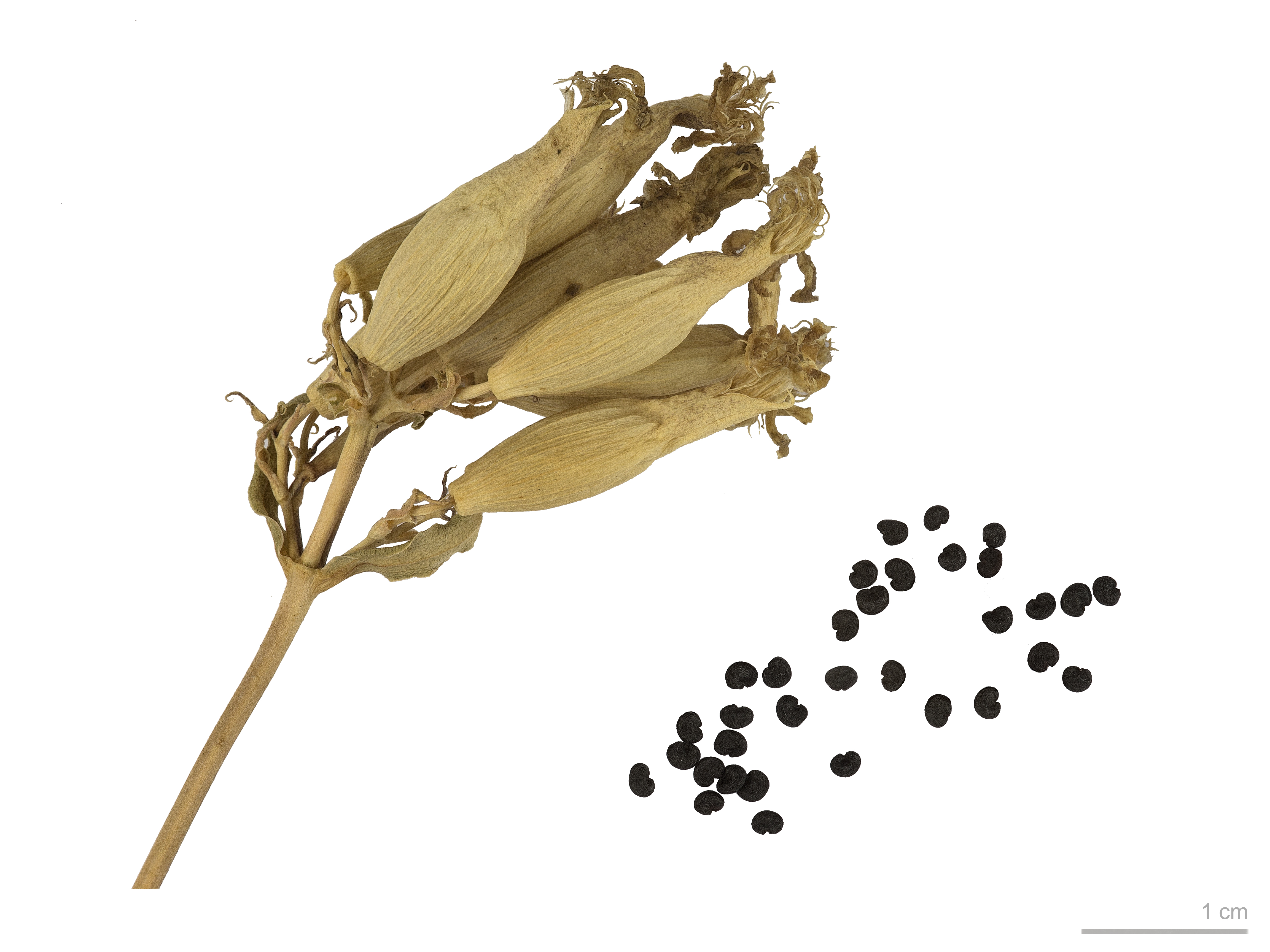
Плод и семена

Плод — продолговато-яйцевидная одногнёздная коробочка, раскрывающаяся на верхушке четырьмя отгибающимися кнаружи зубчиками. Семена мелкие (около 1,8 мм в диаметре), многочисленные, шаровидно-почковидные, чёрные, бородавчатые. Семена созревают в сентябре.
Размножается семенами и вегетативно.

## Распространение и среда обитания
Мыльнянка лекарственная распространена в европейской части СНГ и на Кавказе, в Центральной Азии, Западной Сибири, а также повсеместно в Средней и Южной Европе. В России встречается во всех среднерусских областях.
Произрастает на заливных лугах, по опушкам леса, в долинах и по песчаным берегам рек, на засорённых полях, часто около жилья, в запущенных цветниках дичает.
Очень давно в культуре разводится как декоративное растение, махровые формы появились не позднее 1629 года.

## Химический состав
Корневища с корнями мыльнянки лекарственной, известные под названием красного мыльного корня, содержат углеводы, тритерпеновые гликозиды 2,5—20 %: сапонарозид, сапонарозиды A, D, сапорубин и др. В листьях найдены алкалоиды, аскорбиновая кислота, флавоноиды: витексин, сапонарин, сапонаретин.

## Хозяйственное значение и применение
Все части растения, особенно корневища и корни, содержат сапонины, пенящиеся в воде как мыло, отчего это растение называют ещё «собачьим мылом». Сапонины входят в состав моющих средств для шерсти и шёлка, а также используются для изготовления халвы, кремов, шипучих напитков, пива. Применяют в ветеринарии при болезнях кишечника и как противоглистное. Из семян растения также выделяют токсин сапорин, использующийся в биологических исследованиях, в частности в нейрофизиологии, иммунологии и онкологии.

### Применение в народной медицине
Растение ядовито! При приёме внутрь больших доз мыльнянки возникают тошнота, рвота, боль в животе, понос, кашель. Характерным признаком отравления является сладковатый, а затем жгучий вкус во рту, с ощущением слизи. Отравившемуся необходимо промыть желудок взвесью активированного угля в 2%-ном растворе натрия гидрокарбоната (питьевая сода) и назначить обволакивающие средства.
Высушенные и измельченные корни в ограниченном размере использовались в медицине как рвотное и отхаркивающее средство.
В народной медицине корни в виде отвара применяли от сифилиса, золотухи и кожных заболеваний.
Водный настой из корней и листьев назначают внутрь при нарушениях обмена веществ — подагре, экземе, экссудативном диатезе, фурункулёзе, чешуйчатом лишае, дерматозах. Настой корневищ с корнями применяются при ревматизме, подагре, болях в суставах, желтухе, хронических гепатитах, холециститах, болезнях желудка и кишечника (особенно при метеоризме), тошноте, болезнях селезёнки, изжоге.
Корень мыльнянки жуют при зубной боли. Отваром корня полощут горло при ангине.

#### Лекарственное сырьё
В качестве лекарственного сырья используются корневища и корни под названием «красный мыльный корень» (лат. Radices Saponariae rubra). Корни мыльнянки лекарственной были включены в I—IV издания Российской фармакопеи. Официально разрешены в ряде стран.
Собирают корни вместе с нижними частями побегов осенью, отмывают от земли, подсушивают и связывают пучками.
Готовое сырье должно состоять из корней различной длины, тонких (до 6 мм толщины), красно бурых, цилиндрических и хрупких, в изломе ровных, желто белых. Влажность не свыше 13 %; корни ломаются с треском. Запах отсутствует. Вкус слегка сладковатый, затем жгучий, с ощущением слизистости. Не более чем по 1 % допускается присутствие корней меньше 2 см длины, посторонних растений и минеральной примеси.

### Кормовая ценность
Скотом не поедается. Ядовита для лошадей, свиней, крупного рогатого скота. Имеются указания, что для овец безвредна и даже является хорошим кормом и поедается пятнистыми оленями (Cervus nippon). Естественных отравлений животных не наблюдалось.
Экспериментальное скармливание молодой телке в течение 5 дней по 4 грамма и в последующие 9 дней по 5 грамм порошка сухого корня вызвало на 10 день общую слабость, неохотное принятие корма, небольшое учащение пульса, в последующие дни гастроэнтерит, истечение из носа, нарушение сердечной деятельности, повышение температуры, нарушение двигательной способности. Выздоровление было медленным.

## Классификация

### Таксономия
Saponaria officinalis L., 1753, Sp. Pl. : 408
Вид Мыльнянка лекарственная относится к роду Мыльнянка (Saponaria) семейства Гвоздичные (Caryophyllaceae) порядка Гвоздичноцветные (Caryophyllales). Кладограмма в соответствии с Системой APG IV по состоянию на декабрь 2023 года:
|  |                                      |  |                                   |                                   |                      |  | ещё 40 семейств | ещё 40 семейств |                         |  |  |  | еще 15 подтвержденных видов и 82 вида, ожидающих подтверждения |
|  |                                      |  |                                   |                                   |                      |  | ещё 40 семейств | ещё 40 семейств |                         |  |  |  | еще 15 подтвержденных видов и 82 вида, ожидающих подтверждения |
|  |                                      |  |                                   | порядок Гвоздичноцветные          |                      |  |                 |                 | род Мыльнянка           |  |  |  |                                                                |
|  |                                      |  |                                   | порядок Гвоздичноцветные          |                      |  |                 |                 | род Мыльнянка           |  |  |  |                                                                |
|  | отдел Цветковые, или Покрытосеменные |  |                                   |                                   | семейство Гвоздичные |  |                 |                 | Мыльнянка лекарственная |  |  |  |                                                                |
|  | отдел Цветковые, или Покрытосеменные |  |                                   |                                   | семейство Гвоздичные |  |                 |                 |                         |  |  |  |                                                                |
|  |                                      |  | ещё 63 порядка цветковых растений | ещё 63 порядка цветковых растений |                      |  |                 | еще 97 родов    | еще 97 родов            |  |  |  |                                                                |
|  |                                      |  |                                   | ещё 63 порядка цветковых растений |                      |  |                 |                 | еще 97 родов            |  |  |  |                                                                |

### Синонимы
- Bootia saponaria Neck.
- Bootia vulgaris Neck.
- Lychnis officinalis Scop.
- Silene saponaria Fries ex Willk. & Lange